# Grevillea nudiflora
Grevillea nudiflora är en tvåhjärtbladig växtart som beskrevs av Meissn.. Grevillea nudiflora ingår i släktet Grevillea och familjen Proteaceae. Inga underarter finns listade i Catalogue of Life.